# Garça-pequena-europeia

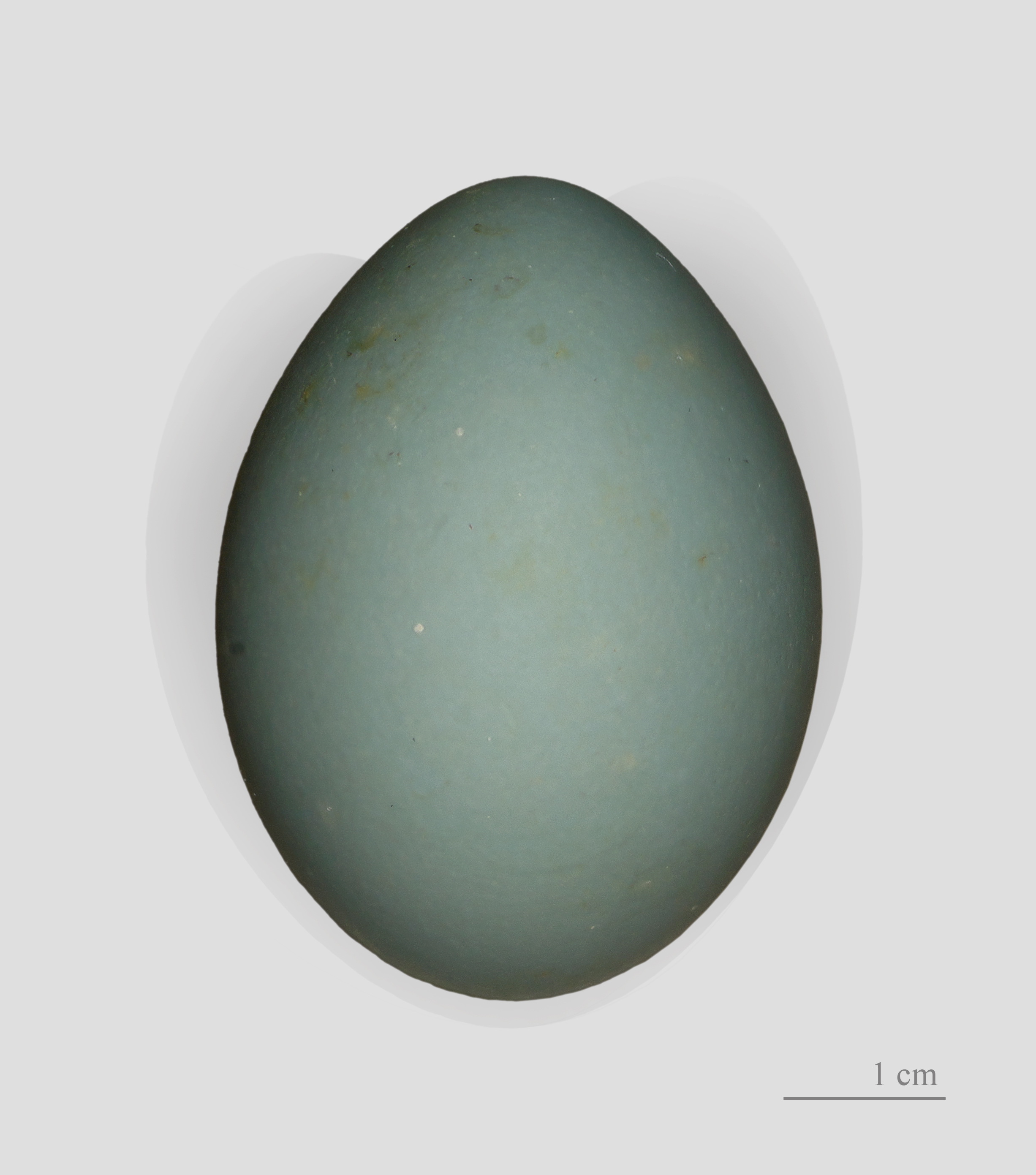
Egretta garzetta

A garça-pequena-europeia ou garça-branca-pequena (Egretta garzetta) é uma ave Pelicaniforme da família dos ardeídeos nativa do Velho Mundo. Distingue-se da garça-boieira pelo bico preto e comprido e pelas patas pretas com os pés amarelos.

## Subespécies
São reconhecidas três subespécies:
- Egretta garzetta garzetta (Linnaeus, 1766) - amplamente distribuída na Eurásia, no leste e no sul da África.
- Egretta garzetta nigripes (Temminck, 1840) - Indonésia e Filipinas até a Nova Guiné, e norte e leste da Austrália.
- Egretta garzetta dimorpha (Hrtert, 1914) - ilhas de Madagáscar, Aldabra e Assunção